# شلومو أريل
شلومو أريل (بالعبرية: שלמה אראל) (1920 - 19 نوفمبر 2018). كان ضابط برتبة لواء في الجيش الإسرائيلي، والقائد السابع لسلاح البحرية الإسرائيلي.

## عن حياته
ولد أريل في بولندا في عام 1920، أخذه والده إلى فلسطين أيام الانتداب البريطاني على فلسطين في عام 1926. انتقلت عائلته لمدينة بتاح تكفا، ولكن في النهاية استقر في تل أبيب. كان في شبابه عضوا في حركة بيتار للشباب.